# Lepismium houlletianum
Lepismium houlletianum és una espècie botànica de plantes que pertany a la família de les cactàcies. És endèmica de Bolívia i el Brasil. És una espècie comuna en llocs localitzats.

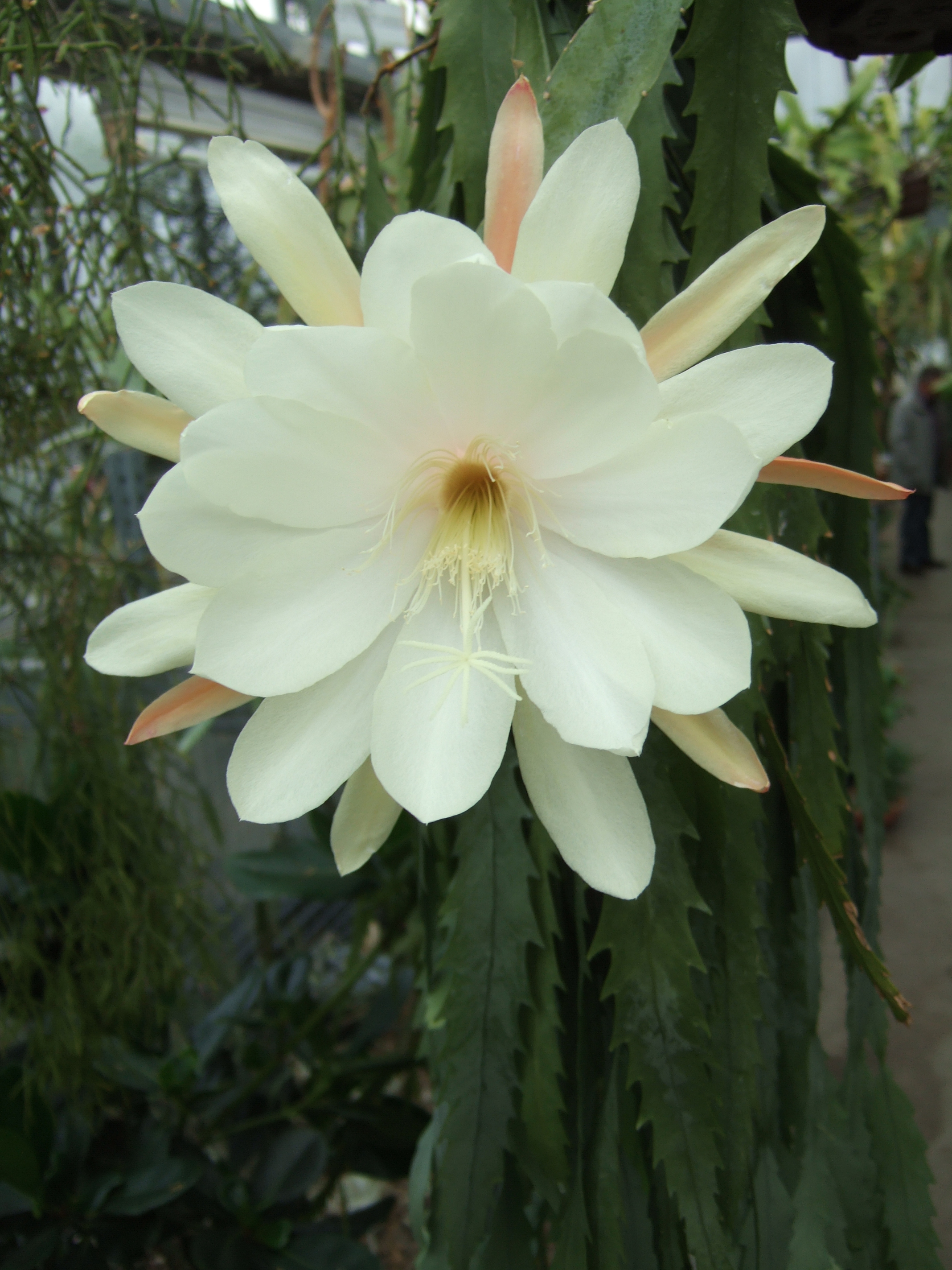
Detall de la flor

## Descripció
Lepismium houlletianum creix epífita i arbustiva amb tiges caigudes, que es ramifiquen abundantment i assoleixen una grandària de fins a 2 metres o més de longitud. Els brots verds brillants són aplanats segments semblants a fulles. Fan de 10 a 50 cm de llarg i 1-5 cm d'ample. Les vores de dent de serra profundament entallades són de vegades vermellosos. Les arèoles són calbes.
Les flors apareixen en grups gairebé en forma de campana, caigudes, de color blanc cremós de fins a 2 cm de llarg. Els fruits
són esfèrics per a negre tenen un diàmetre de 5 a 6 mil·límetres.

## Distribució i hàbitat
Aquesta espècie és comuna en el sud-est i el sud del Brasil i nord-est de l'Argentina (Misiones). S'ha registrat des del centre i el sud-est de Minas Gerais, Brasil. Creix de 300 a 1900 msnm. Aquest cactus creix en un nombre d'àrees protegides, per exemple, el Parc Nacional do Caparaó i el Parc Estadual do Ibitipoca.

## Taxonomia
Lepismium houlletianum va ser descrita per (Lem.) Barthlott i publicat a Bradleya; Yearbook of the British Cactus and Succulent Society 5: 99. 1987.
Etimologia
Lepismium: nom genèric que deriva del grec: "λεπίς" (lepis) = "recipient, escates, apagat" i es refereix a la forma en què en algunes espècies les flors es trenquen a través de l'epidermis.
houlletianum epítet nomenat en honor del botànic francès Jean-Baptiste Houllet.
Varietats
- Lepismium houlletianum f. houlletianum
- Lepismium houlletianum f. regnellii

Sinonímia
- Rhipsalis houlletiana
- Hariota houlletiana
- Acanthorhipsalis houlletiana
- Rhipsalis regnellii
- Rhipsalis houlletii[2]